# Адміністративний устрій Дубенського району
Адміністративний устрій Дубенського району — адміністративно-територіальний поділ Дубенського району Рівненської області на 1 селищну громаду, 4 сільські громади та 14 сільських рад, які об'єднують 104 населені пункти та підпорядковані Дубенській районній раді. Адміністративний центр — місто Дубно, що є містом обласного значення та до складу району не входить. До складу Повчанської сільської громади увійшла Миколаївська сільська рада із Млинівського району.

## Список громадДубенського району
| № | Назва                           | Центр             | Населені пункти | Площа км? | Місце за площею | Населення (2001), чол. | Місце за населенням | Розташування |
| - | ------------------------------- | ----------------- | --- | --------- | --------------- | ---------------------- | ------------------- | ------------ |
| 1 | Мирогощанська сільська громада  | с. Мирогоща Перша | с. Білоберіжжя с. Боцянівка с. Заруддя с. Княгинин с. Костянець с. Липа с. Листвин с. Мирогоща Друга с. Мирогоща Перша с. Мокре с. Молодіжне с. Нараїв с. Острів с. Травневе   |           |                 |                        |                     |              |
| 2 | Повчанська сільська громада     | с. Повча          | Дубенський район: с. Будераж с. Повча Млинівський район: с. Буди с. Гнатівка с. Миколаївка с. Підбрусинь с. Яблунівка                                                          |           |                 |                        |                     |              |
| 3 | Привільненська сільська громада | с. Привільне      | с. Дубрівка с. Молодаво Друге с. Молодаво Перше с. Молодаво Третє с. Панталія с. Привільне с. Черешнівка                                                                       |           |                 |                        |                     |              |
| 4 | Смизька селищна громада         | смт Смига         | с. Берег с. Буща с. Голуби с. Комарівка с. Мартинівка с. Миньківці с. Нова Миколаївка с. Онишківці с. Сапанівчик смт Смига с. Стара Миколаївка с. Студянка с. Тур'я с. Шепетин |           |                 |                        |                     |              |
| 5 | Тараканівська сільська громада  | с. Тараканів      | с. Великі Загірці с. Малі Загірці с. Рачин с. Тараканів |           |                 |                        |                     |              |

## Список радДубенського району
| №  | Назва                       | Центр        | Населені пункти                                                                                            | Площа км? | Місце за площею | Населення (2001), чол. | Місце за населенням | Розташування |
| -- | --------------------------- | ------------ | --- | --------- | --------------- | ---------------------- | ------------------- | ------------ |
| 1  | Варковицька сільська рада   | с. Варковичі | с. Варковичі с. Зелений Гай с. Крилів                                                                      |           |                 |                        |                     |              |
| 2  | Вербська сільська рада      | c. Верба     | с. Білогородка c. Верба с. Софіївка Друга с. Софіївка Перша                                                |           |                 | 3718                   |                     |              |
| 3  | Гірницька сільська рада     | c. Здовбиця  | с. Гірники с. Збитин c. Здовбиця с. Злинець с. Клинці                                                      |           |                 |                        |                     |              |
| 4  | Іваннівська сільська рада   | c. Іваннє    | с. Бортниця с. Зелене c. Іваннє с. Кліщиха с. Кривуха с. Лебедянка                                         |           |                 |                        |                     |              |
| 5  | Майданська сільська рада    | c. Майдан    | c. Майдан                                                                                                  |           |                 | 454                    |                     |              |
| 6  | Малосадівська сільська рада | c. Малі Сади | с. Великі Сади c. Малі Сади с. Придорожне                                                                  |           |                 |                        |                     |              |
| 7  | Мильчанська сільська рада   | c. Мильча    | c. Мильча с. Пирятин                                                                                       |           |                 |                        |                     |              |
| 8  | Озерянська сільська рада    | c. Озеряни   | с. Квітневе с. Копани с. Нагірне c. Озеряни                                                                |           |                 |                        |                     |              |
| 9  | Плосківська сільська рада   | c. Плоска    | с. Бірки с. Дитиничі с. Клюки с. Переросля c. Плоска с. Судобичі                                           |           |                 |                        |                     |              |
| 10 | Птицька сільська рада       | c. Птича     | с. Замчисько с. Кам'яниця с. Микитичі с. Нова Носовиця с. Підлужжя c. Птича с. Стара Носовиця с. Турковичі |           |                 |                        |                     |              |
| 11 | Сатиївська сільська рада    | c. Сатиїв    | с. Дядьковичі с. Жорнів с. Маяки с. Олибів с. Сатиїв                                                       |           |                 |                        |                     |              |
| 12 | Семидубська сільська рада   | c. Семидуби  | с. Грядки с. Довге Поле с. Залужжя с. Іваниничі с. Семидуби с. Тростянець                                  |           |                 |                        |                     |              |
| 13 | Соснівська сільська рада    | c. Соснівка  | с. Бондарі с. Кліпець с. Нагоряни с. Соснівка с. Ясинівка                                                  |           |                 |                        |                     |              |
| 14 | Стовпецька сільська рада    | c. Стовпець  | с. Дубовиця с. Забірки с. Кам'яна Верба с. Рідкодуби с. Стовпець                                           |           |                 |                        |                     |              |

## Історія
До початку процесів щодо втілення адміністративно-територіальної реформи в Україні 2015 року територія району поділялась на 1 селищну та 23 сільські ради.

### Список рад, що існували до початку реформи 2015 року
| №  | Назва                        | Центр             | Населені пункти                                                                                            | Площа км? | Місце за площею | Населення (2001), чол. | Місце за населенням | Розташування |
| -- | ---------------------------- | ----------------- | --- | --------- | --------------- | ---------------------- | ------------------- | ------------ |
| 1  | Смизька селищна рада         | смт. Смига        | смт. Смига                                                                                                 |           |                 | 2654                   |                     |              |
| 2  | Берегівська сільська рада    | с. Берег          | с. Берег с. Комарівка с. Миньківці с. Онишківці с. Сапанівчик с. Тур'я                                     |           |                 |                        |                     |              |
| 3  | Княгининська сільська рада   | c. Княгинин       | c. Княгинин с. Білоберіжжя с. Боцянівка с. Заруддя с. Листвин с. Молодіжне с. Нараїв с. Острів с. Травневе |           |                 |                        |                     |              |
| 4  | Мирогощанська сільська рада  | c. Мирогоща Перша | c. Мирогоща Перша с. Костянець с. Липа с. Мирогоща Друга с. Мокре                                          |           |                 |                        |                     |              |
| 5  | Молодавська сільська рада    | c. Молодаво Третє | c. Молодаво Третє с. Молодаво Друге с. Молодаво Перше                                                      |           |                 |                        |                     |              |
| 6  | Повчанська сільська рада     | c. Повча          | c. Повча с. Будераж                                                                                        |           |                 |                        |                     |              |
| 7  | Привільненська сільська рада | c. Привільне      | c. Привільне с. Дубрівка с. Панталія с. Черешнівка                                                         |           |                 |                        |                     |              |
| 8  | Рачинська сільська рада      | c. Рачин          | c. Рачин                                                                                                   |           |                 | 1803                   |                     |              |
| 9  | Тараканівська сільська рада  | c. Тараканів      | с. Тараканів с. Великі Загірці с. Малі Загірці                                                             |           |                 |                        |                     |              |
| 10 | Шепетинська сільська рада    | c. Шепетин        | с. Шепетин с. Буща с. Голуби с. Мартинівка с. Нова Миколаївка с. Стара Миколаївка с. Студянка              |           |                 |                        |                     |              |

* Примітки: м. — місто, с-ще — селище, смт — селище міського типу, с. — село